# Tomba d'Amfípolis
La tomba d'Amfípolis, també coneguda com la tomba de Kasta és una antiga tomba macedònica descoberta a Amfípolis (Macedònia Central, al nord de Grècia) el 2012, a la qual s'entrà per primera vegada a l'agost de 2014. La tomba és el major monument funerari descobert a Grècia i per comparació empetiteix el gran túmul de Vergina, on reposen les restes de Filip II de Macedònia, pare d'Alexandre el Gran.
L'equip arqueològic trobà evidències que el lleó d'Amfípolis havia estat situat al cim del túmul i per això s'ha suggerit que l'ocupant de la tomba podia ser el general Laomedó de Mitilene, relacionat amb el monument felí per l'arqueòleg Oscar Broneer el 1940. S'hi han proposat també altres personatges històrics del s. IV ae, com diversos nobles macedonis o parents d'Alexandre el Gran.
Al setembre de 2015 l'equip d'arqueòlegs responsable de l'excavació, dirigit per Katerina Peristeri, anuncià que, segons el resultat dels seus estudis, el monument funerari hauria estat erigit per ordre d'Alexandre el Gran com a homenatge a Hefestió i hauria estat construït per Dinòcrates.

## Història

### Primeres excavacions en el túmul de Kasta
L'arqueòleg Dimitris Lazaridis publicà les seues excavacions a Kasta durant la segona meitat del s. XX. La seua recerca començà al 1954, i les primeres excavacions en el túmul revelaren, el 1964, un mur de marbre amb 41 m de perímetre.[cita 
Els estudis de camp actuals sobre el mur circular perimetral calcularen la circumferència total en 497 m. El túmul està envoltat per un fossat de 2 m d'ample i 4 m de profunditat. Al fossat, del costat del túmul, es construí en l'antiguitat un mur de gres de 3,5 m d'altura, recobert amb lloses de marbre blanc llaurat i polit.
El dom tenia un diàmetre de 158 metres.
Entre 1971 i 1985 Lazaridis trobà la part superior del pujol intacte, pertanyent a l'edat de ferro, i una construcció amb dimensions de 10 x 10 m i 5 m d'alçada. Aquesta estructura era la base del pedestal sobre el qual s'havia col·locat en l'antiguitat l'escultura del lleó d'Amfípolis.

### Excavacions del 2014
A part de la magnitud del monument que els experts diuen que té la petjada de la mà de Dinòcrates de Macedònia, el principal arquitecte d'Alexandre el Gran, els arqueòlegs han desenterrat fins ara: 
- Lloselles de marbre situades al cim del túmul, que semblen provenir de la base originària del lleó d'Amfípolis, una estàtua descoberta a 2 km al 1912.[5]

Avantcambra
- 15 esglaons descendents i un pis de mosaics romboïdals blaus i blancs.
- Dues esfinxs de marbre de 2 m d'alçada que custodien l'entrada principal de la tomba.[5]

Primera cambra

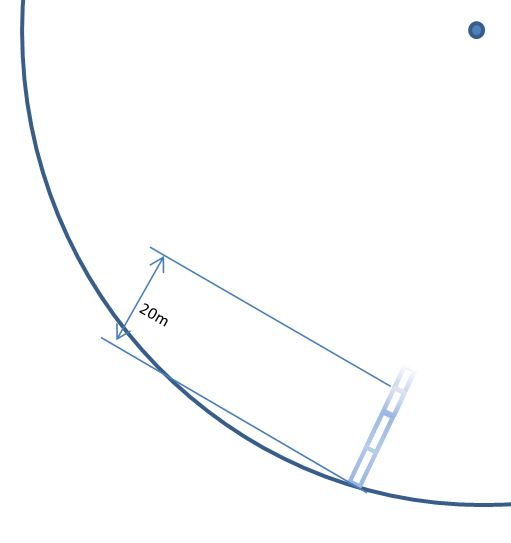
Grandària de la tomba respecte al gran túmul circular

- Un fresc imitant un peristil jònic amb pintura encara visible a la part superior d'on s'asseuen les esfinxs.[5]

- Dues estàtues femenines del tipus cariàtide a l'entrada de la segona avantcambra. Aquestes escultures encara tenen restes de pintura originària als peus i dits.[5]

Segona cambra
- Un pis de mosaic que representa el rapte de Persèfone per Hades i al costat del qual apareix Hermes Psicopomp.[6][7]

Tercera cambra
- El cap d'una de les esfinxs de l'entrada i restes de les ales de les esfinxs.[8][9]
- Parts d'una porta de marbre que donava accés a la tercera cambra.[10]
- Una tomba en cista, amb 550 fragments d'ossos i restes d'elements decoratius. En l'estudi dels fragments ossis, 157 n'han servit per a determinar que pertanyen almenys a cinc persones, entre les quals hi ha una dona de més de 60 anys, dos homes de 35 i 45 anys, un nen i una altra persona que fou l'única a qui li cremaren els ossos. També hi ha ossos que pertanyen a algun animal.[11][12]

S'han iniciat els tràmits per a la inclusió del jaciment arqueològic en la llista de Patrimoni de la Humanitat.

## Galeria d'imatges

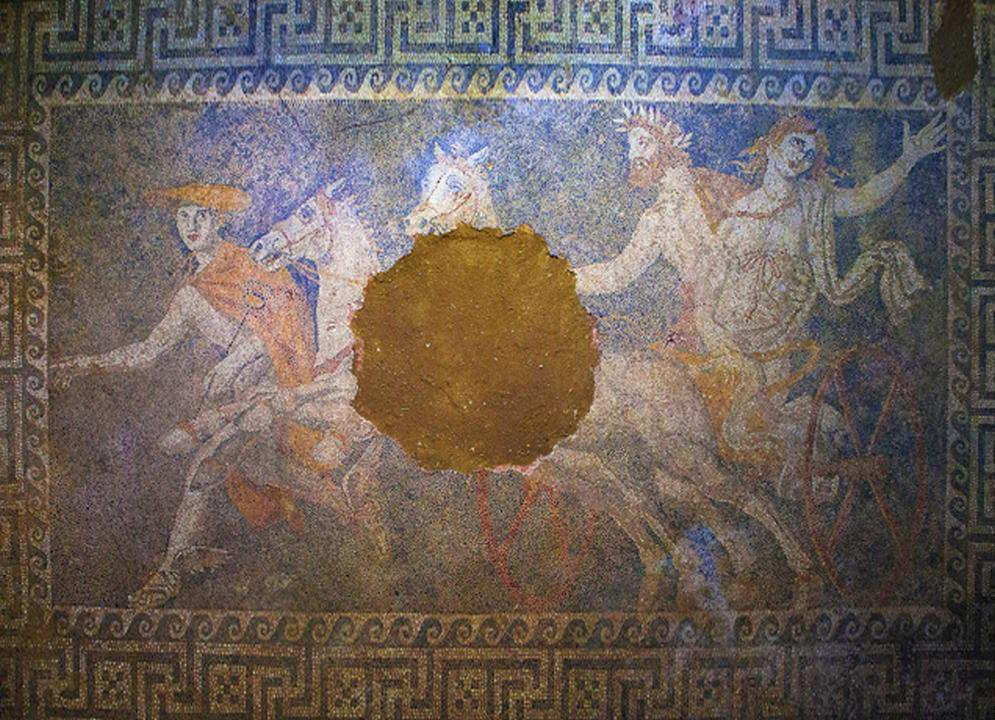
Mosaic de la segona cambra que representa el rapte de Persèfone per Hades
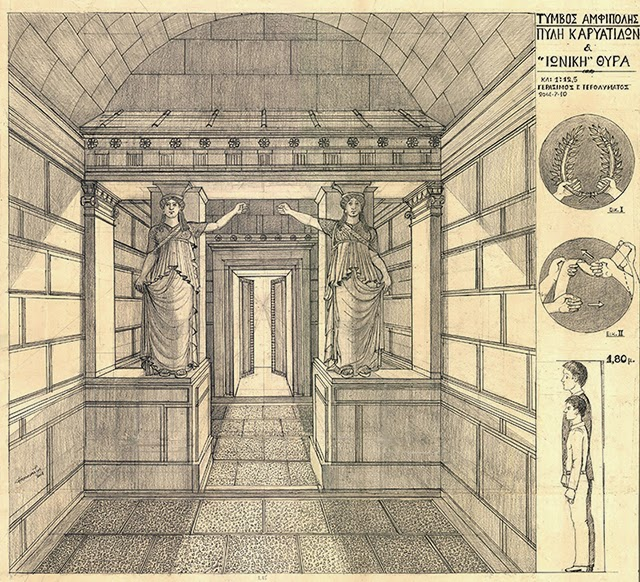
Cariàtides sobre pedestals flanquegen l'entrada a la segona cambra